# Педро-Муньйос
Педро-Муньйос (ісп. Pedro Muñoz) — муніципалітет в Іспанії, у складі автономної спільноти Кастилія-Ла-Манча, у провінції Сьюдад-Реаль. Населення — 8684 особи (2010).
Муніципалітет розташований на відстані близько 130 км на південний схід від Мадрида, 95 км на північний схід від Сьюдад-Реаля.

## Демографія
Динаміка населення (INE ):

## Галерея зображень

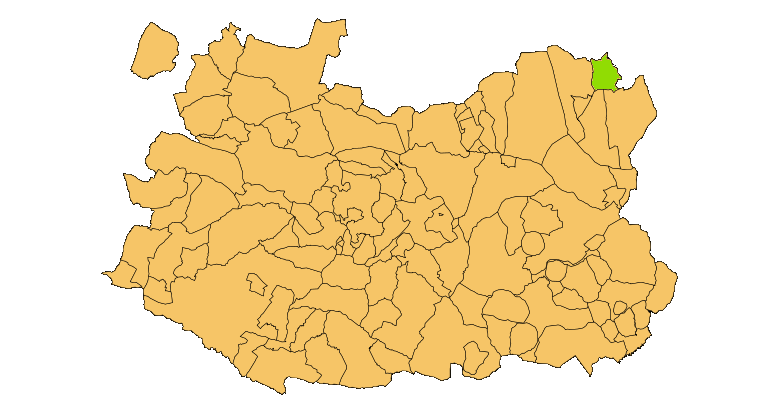
Розташування муніципалітету у провінції Сьюдад-Реаль
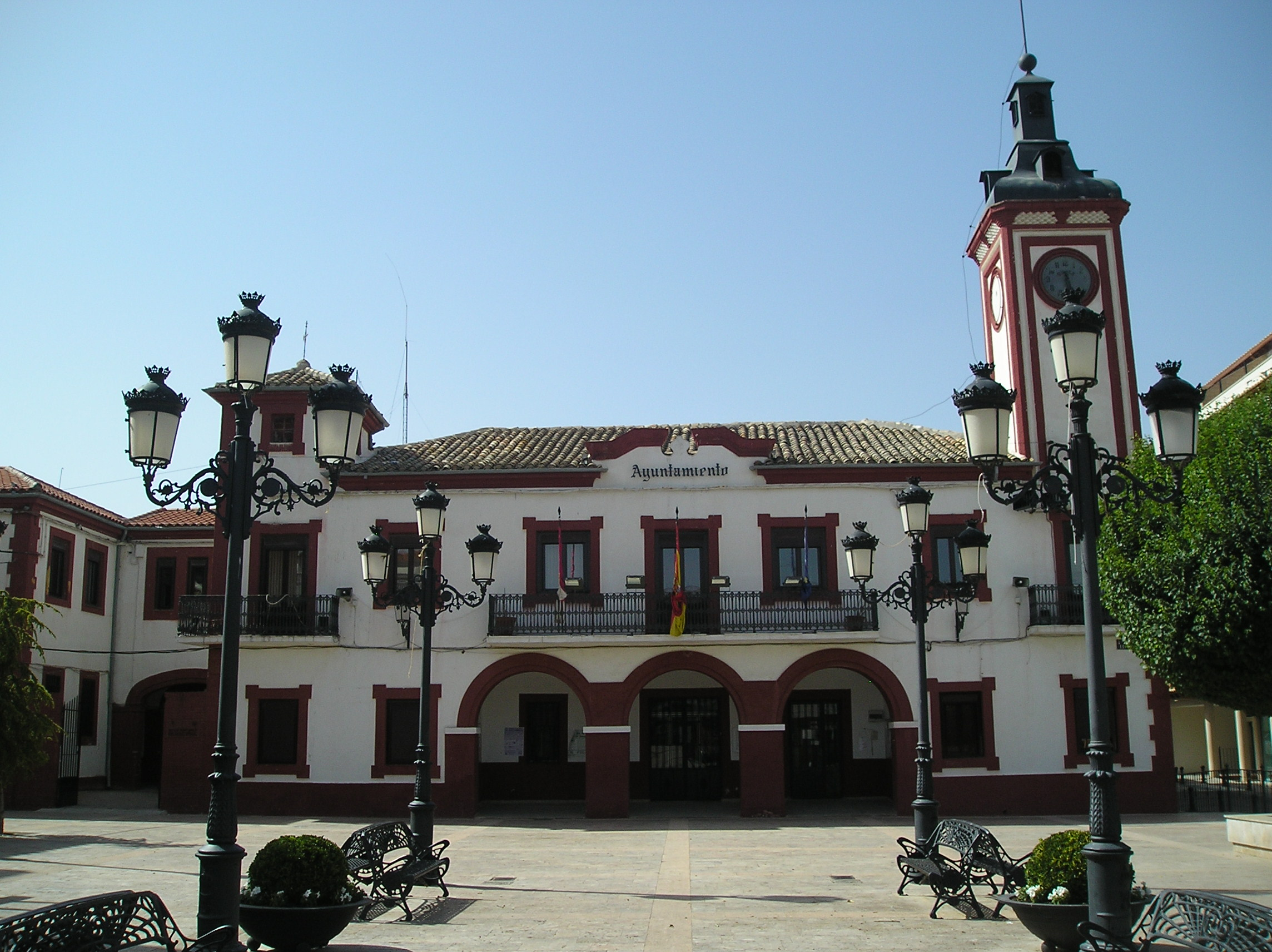
Муніципальна рада
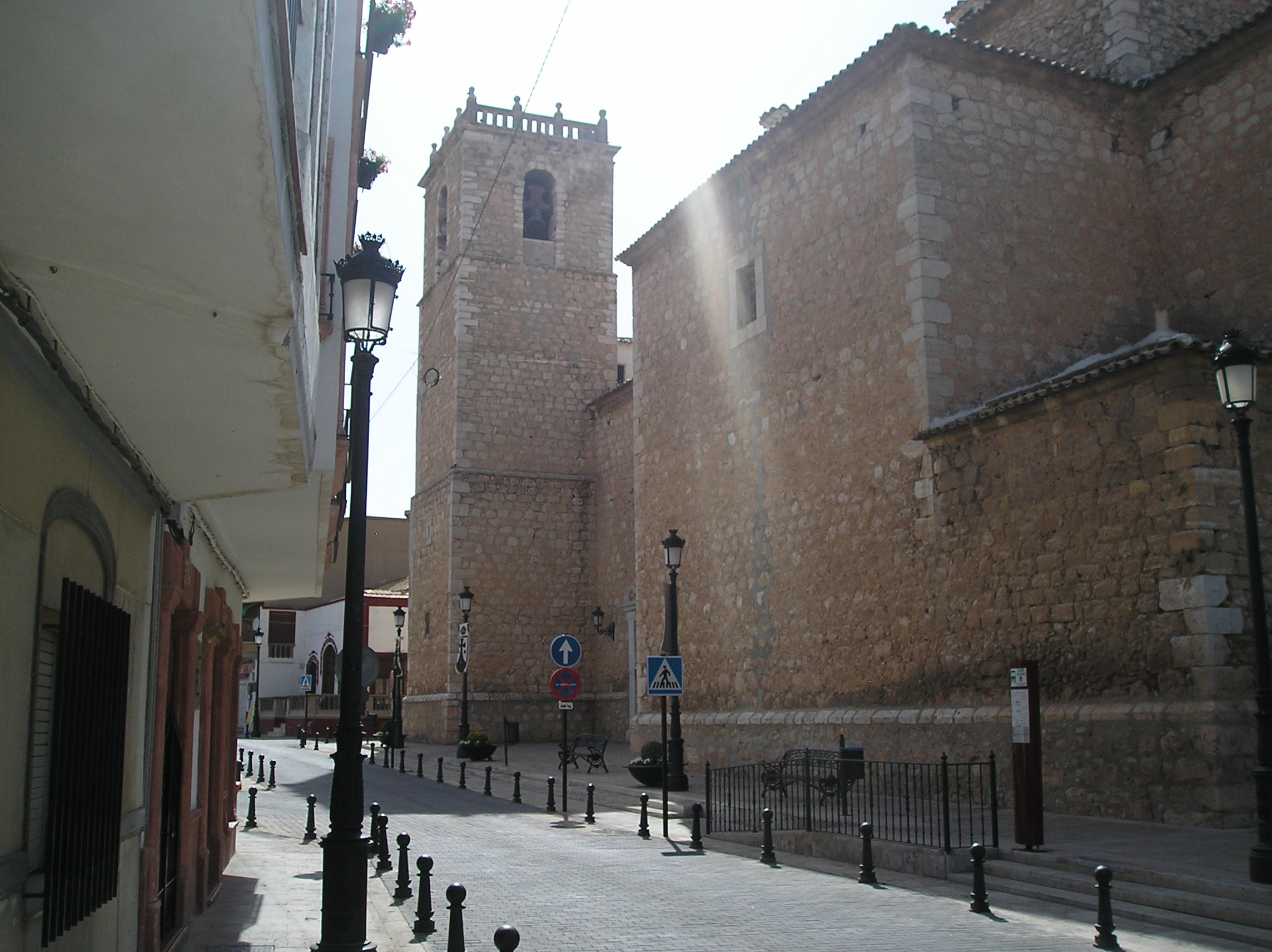
Церква Сан-Педро-Апостол
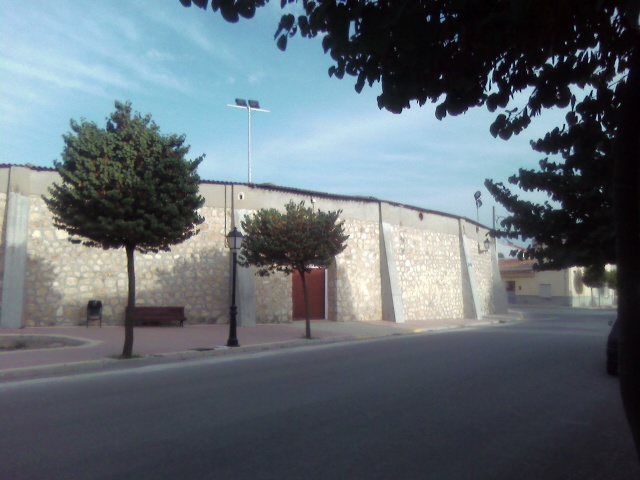
Пласа-де-Торос
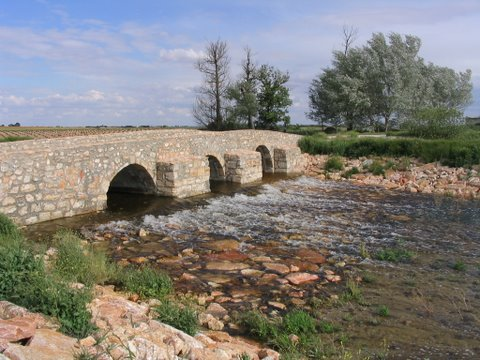
Міст через річку Санкара